# Samoa aux Jeux olympiques d'été de 2020
Les Samoa participent aux Jeux olympiques d'été de 2020 à Tokyo. Il s'agit de leur 10e participation aux Jeux d'été.
Le lanceur de disque Alex Rose est nommé porte-drapeau de la délégation samoane par l'Association des sports et comité national olympique des Samoa.
Trois haltérophiles se sont qualifiés pour les Jeux (deux hommes, Vaipava Ioane en moins de 67 kg et Don Opeloge en moins de 96 kg et une femme, Iuniarra Sapia en plus de 87 kg). En juillet 2021, l'ensemble de l'équipe d'haltérophilie se retire des Jeux en raison de la pandémie de Covid-19 aux Samoa, étant les seuls athlètes encore au pays lorsque les Samoa sont passés en état d'urgence.

## Athlètes engagés
| Sport       | Hommes | Femmes | Total |
| ----------- | ------ | ------ | ----- |
| Athlétisme  | 1      | 0      | 1     |
| Boxe        | 2      | 0      | 2     |
| Canoë-kayak | 2      | 1      | 3     |
| Judo        | 1      | 0      | 1     |
| Voile       | 1      | 0      | 1     |
| Total       | 7      | 1      | 8     |

## Résultats

### Athlétisme
Alex Rose, déjà présent aux jeux de Rio, a atteint les minima qualificatifs avec notamment un jet à 67,48m à Tucsonen mai 2021.
| Athlète   | Épreuve                   | Qualification | Qualification | Finale      | Finale  |
| Athlète   | Épreuve                   | Performance   | Rang          | Performance | Rang    |
| --------- | ------------------------- | ------------- | ------------- | ----------- | ------- |
| Alex Rose | Lancer du disque masculin | 61,72 m       | 18e           | Éliminé     | Éliminé |

### Boxe
Deux boxeurs samoans se qualifient pour les Jeux via des Jeux du Pacifique de 2019.
| Athlète                 | Catégorie               | 1/16e de finale     | 1/8e de finale         | Quart de finale     | Demi-finale         | Finale              | Rang    |
| Athlète                 | Catégorie               | Adversaire Résultat | Adversaire Résultat    | Adversaire Résultat | Adversaire Résultat | Adversaire Résultat | Rang    |
| ----------------------- | ----------------------- | ------------------- | ---------------------- | ------------------- | ------------------- | ------------------- | ------- |
| Marion Faustino Ah Tong | Welters hommes (-69 kg) | Zimba Défaite 0-5   | Éliminé                | Éliminé             | Éliminé             | Éliminé             | Éliminé |
| Ato Plodzicki-Faoagali  | Lourds hommes (-91 kg)  | Exempté             | Smiahlikau Défaite 1-4 | Éliminé             | Éliminé             | Éliminé             | Éliminé |

### Canoë-kayak
Les canoéistes samoans ont qualifié des bateaux sur chacune des distances en ligne suivantes pour les Jeux lors des Championnats d'Océanie 2020 à Penrith.
| Athlète                                 | Compétition       | Série          | Série | Quarts de finale | Quarts de finale | Demi-finale   | Demi-finale   | Finale Finale B Finale C | Finale Finale B Finale C |
| Athlète                                 | Compétition       | Temps          | Rang  | Temps            | Rang             | Temps         | Rang          | Temps                    | Rang                     |
| --------------------------------------- | ----------------- | -------------- | ----- | ---------------- | ---------------- | ------------- | ------------- | ------------------------ | ------------------------ |
| Rudolph Berking-Williams                | K1 200 m hommes   | 42 s 083       | 5e    | 41 s 950         | 5e               | Éliminé       | Éliminé       | Éliminé                  | Éliminé                  |
| Rudolph Berking-Williams                | C1 1 000 m hommes | 5 min 19 s 538 | 8e    | Forfait          | Forfait          | Éliminé       | Éliminé       | Éliminé                  | Éliminé                  |
| Clifton Tuva'a                          | K1 200 m hommes   | 38 s 363       | 4e    | 38 s 287         | 4e               | Éliminé       | Éliminé       | Éliminé                  | Éliminé                  |
| Clifton Tuva'a                          | K1 1 000 m hommes | 4 min 11 s 029 | 4e    | 4 min 21 s 301   | 4e               | Éliminé       | Éliminé       | Éliminé                  | Éliminé                  |
| Rudolph Berking-Williams Clifton Tuva'a | K2 1 000 m hommes | 3 min 55 s 617 | 5e    | 3 min 46 s 523   | 5e               | Non qualifiés | Non qualifiés | Finale B 3 min 56 s 171  | 16e                      |
| Anne Cairns                             | K1 200 m femmes   | 46 s 795       | 7e    | 27 s 141         | 8e               | Éliminée      | Éliminée      | Éliminée                 | Éliminée                 |
| Anne Cairns                             | K1 500 m femmes   | 2 min 3 s 667  | 6e    | 2 min 2 s 525    | 4e               | Éliminée      | Éliminée      | Éliminée                 | Éliminée                 |

### Judo
La Fédération ne distribue pas de ticket de qualifications aux championnats continentaux ou mondiaux mais c'est le classement établi au 21 juin qui permettra de sélectionner les athlètes (18 premiers automatiquement, le reste en fonction des quotas de nationalité).
Chez les hommes, Peniamina Percival (-81 kg), classé 217e, est repêchée via l'attribution du quota continental pacifique.
| Athlète            | Compétition    | 1er tour             | 2e tour             | Quart de finale     | Demi-finale         | Repêchage           | Finale / MB         | Rang    |
| Athlète            | Compétition    | Adversaire Résultat  | Adversaire Résultat | Adversaire Résultat | Adversaire Résultat | Adversaire Résultat | Adversaire Résultat | Rang    |
| ------------------ | -------------- | -------------------- | ------------------- | ------------------- | ------------------- | ------------------- | ------------------- | ------- |
| Peniamina Percival | Moins de 81 kg | de Wit Défaite 00-01 | Éliminé             | Éliminé             | Éliminé             | Éliminé             | Éliminé             | Éliminé |

### Voile
Eroni Leilua s'est qualifié pour ces Jeux dans la classe Laser (dériveur léger en solitaire) en étant parmi les navigateurs de l’Océanie les mieux classés dans le championnat mondial de 2020
| Eroni Leilua | Laser hommes | 31 | 27 | 30 | 32 | 32 | 27 | 30 | 31 | (35) | 28 | Non disputé | Non disputé | EL | 268 | 32e |